# Simferopol
Simferopol (russisk: Симферополь, tr. Simferopol; ukrainsk: Сімферополь, tr. Simferopol; krimtatarisk: Aqmescit; dansk: ~ Den hvide moské) er en by på Krimhalvøen, egentlig  i Ukraine men besat af  Rusland i 2014, og   er nu  hovedstad i den russiske  Republikken Krim og har omkring 340.540 (2021). Simferopol er centrum i et vin- og frugtdistrikt.
Verdens længste trolleybuslinje forbinder Simferopol med Jalta.

## Venskabsbyer
Simferopol er venskabsby med:
| - Ruse, Bulgarien - Irkutsk, Rusland - Moskva, Rusland - Novotjerkassk, Rusland | - Omsk, Rusland - Eskişehir, Tyrkiet - Heidelberg, Tyskland - Donetsk, Ukraine | - Tjernivtsi, Ukraine - Kecskemét, Ungarn - Salem, USA |

## Eksterne henvisninge
- Wikimedia Commons har flere filer relateret til Simferopol